# Swellendam
O Município de Swellendam contém as seguintes localidades:
- Barrydale
- Infanta
- Malagas
- Stormsvlei
- Suurbraak
- Swellendam